# Voivodato della Polesia
Il voivodato della Polesia (in polacco: Województwo poleskie) è stato un'unità di divisione amministrativa e governo locale della Polonia tra gli anni 1921 e 1939. La capitale era Brześć nad Bugiem.

## Geografia
Inizialmente la superficie totale del voivodato della Polesia era di 42 149 km². Tuttavia, nel 1930 la contea di Sarny entrò a far parte del voivodato di Volinia, quindi l'area si ridusse a 36 668 km². Anche dopo questo cambiamento, rimase ancora il più grande voivodato della Polonia tra le due guerre.
Il voivodato della Polesia si trovava nella parte orientale dell'allora stato polacco, e confinava con l'Unione Sovietica a est, il voivodato di Lublino e il voivodato di Białystok a ovest, il voivodato di Nowogródek a nord e il voivodato di Volinia a sud.

## Società
In base al censimento del 1921 la popolazione, che complessivamente ammontava 880.898 unità, era così suddivisa per nazionalità:
- Bielorussi: 42,6%; 375 220
- Polacchi: 24,3%; 214052
- Ucraini: 17,7%; 156 142
- Ebrei: 10,4%; 91 251
- Polesiani: 4,4%; 38 565
- Russi: 0,5%; 4 303
- Tedeschi: 0,1%; 905

## Principali città
- Brześć nad Bugiem – 29 460
- Pińsk – 23 468
- Dawidgródek – 9 851
- Luninec – 8 267
- Kobryń – 8 208
- Prużana – 6 332
- Sarny – 5 931